# Alyawarre
Die Stämme der Aborigines Alyawarre und Anmatyerre leben an der nordwestlichen Grenze von Utopia im heutigen Northern Territory in Australien, mehr als 250 Kilometer von Alice Springs entfernt. Der größte Teil der Alyawarre lebt in Utopia, einer Künstlersiedlung in der Wüste. Die Alyawarre sind Teil einer Sprachgruppe der Aborigines, der Alyawarre-Sprache.

## Land
Solange die Alyawarre in diesem Gebiet leben, ist dieses weltfern und dünn besiedelt. Sie sichteten einen Europäer erstmals in den 1920er Jahren. Im Land der Anmatyerre und Alyawarre wurde 1927 eine 2065 Quadratkilometer große Viehzuchtstation gegründet. Die europäischen Kolonialisten verdrängten die Aborigines von ihrem Land und ihren Orten, an denen sie ihre traditionellen Zeremonien abhielten. 
Die Alyawarre wurden in kleine Gebiete in der Nähe der Farmen abgedrängt und die Männer mussten sich als Viehtreiber und die Frauen in den Haushalten der Siedler verdingen. Ausbezahlt wurden sie in Essen-, Zuckerrationen und mit gebrauchten Kleidern oder es erging ihnen noch schlechter: „At the end of twelve months, we finished the branding, we used to get ration. No money. Two pack of flour, sugar, tobacco ...“ (Deutsch: Am Ende von zwölf Monaten beendeten wir das Setzen der Brandzeichen auf Rindern und wir wollten unsere Ration bekommen. Kein Geld. Zwei Pakete Mehl, Zucker, Tabak...).
Die Alyawarre verhielten sich passiv und wehrten sich nicht: „Like most Aboriginal societies who wished to maintain their spiritual links with their traditional land after it was overrun by white pastoralists, the Alyawarre found it necessary to work for the usurpers simply in order to survive.“ (Deutsch: Wie die meisten Aborigines-Gemeinschaften, die in Verbindung mit ihrem Land bleiben wollten, nachdem sie die weißen Siedlern überrannt hatten, arbeiteten sie für die Besetzer, um zu überleben.)
Die Regierung kaufte das große Viehzüchterland im Jahre 1975 zurück und 1980 beantragten die beiden Volksgruppen die Rückübertragung ihres Landes und am 22. Oktober 1992 wurde es rückübereignet. 
Heute leben etwa 1000 Personen in 25 Siedlungen in diesem Gebiet, wobei die Bevölkerung je Siedlung zwischen 20 und 100 Personen schwankt. Unter diesem Personenkreis leben etwa 200 Künstler aus dem Volksstamm der Alyawarre wie Emily Kngwarreye, Minnie Pwerle und Kathleen Petyarre.
In den Siedlungen der Alyawarre und Anmatyerre in Utopia sind Alkohol und die Verbreitung pornografischer Darstellungen verboten.